# Mick Schubert
Mick Schubert (* 17. März 1988 in Kopenhagen) ist ein dänischer Handballspieler.

## Karriere
Der 1,93 m große Schubert spielt zumeist auf Linksaußen. Der Rechtshänder begann bei Slagelse mit dem Handballspiel. Ab 2006 lief er drei Jahre für TMS Ringsted auf. 2009 schloss er sich Albertslund/Glostrup an. Nachdem der Verein 2010 mit dem FCK Håndbold zu AG København fusionierte und zahlreiche Stars verpflichtete, wechselte er zum Zweitligisten Faaborg HK, der 2011 in der Spielgemeinschaft HC Fyn aufging. Nach dem Konkurs des Zweitligisten im Sommer 2012 wechselte er für ein Jahr zu Ajax København. Nach Ablauf seines Vertrages ging er in die portugiesische Andebol 1 zum Rekordmeister FC Porto, mit dem er 2014 und 2015 die Meisterschaft gewann. In der EHF Champions League 2013/14 gab er sein internationales Debüt und warf insgesamt 23 Tore in acht Gruppenspielen. Seit der Saison 2015/16 läuft er wieder für Ajax København auf.